# Budget fédéral canadien de 1986
1985 1987
Le budget fédéral canadien pour l'exercice 1986-1987 a été présenté par le ministre des Finances, Michael Wilson, à la Chambre des communes du Canada le 26 février 1986.

## Impôts

### Augmentation des impôts
Le budget a imposé une série d'augmentation de taxes et impôts pour augmenter les recettes du gouvernement:
- Une surtaxe de 3% pour tous les particuliers à compter du 1er juillet 1986 ;
  - La surtaxe instaurée dans le budget précédent est continuée jusqu'à son terme prévu. Ainsi les deux surtaxes sont en vigueur simultanément entre le 1er juillet et le 31 décembre 1986[note 1],[3].
- Une surtaxe de 3 % sur toutes les sociétés à compter du 1er janvier 1987 ;
  - La surtaxe de 5 % sur les grandes entreprises expire le 31 décembre 1986, comme prévu initialement[4];
- Une augmentation de 1 % du taux de la taxe de vente fédérale à compter du 1er avril 1986;
- Augmentation des taxes d'accise et des droits sur l'alcool (augmentation de 4 %) et sur le tabac (augmentation de 6 %) avec effet immédiat.

### Incitatifs fiscaux
Le budget a annoncé deux améliorations aux incitatifs fiscaux concernant les particuliers :
- La création du crédit d’impôt fédéral remboursable pour la taxe de vente, un nouveau crédit d’impôt remboursable pouvant atteindre 50 $ par personne par an[5];
- Un système de prépaiement est instauré pour le crédit d'impôt pour enfant : des paiements anticipés doivent être versés en novembre 1986 aux contribuables éligibles à faible revenu[6]. Revenu Canada utilisera les déclarations de revenus antérieures pour évaluer automatiquement l'admissibilité[5].

### Réforme de l’impôt sur les sociétés
Le budget a annoncé une réforme du système d’impôt sur les sociétés : plusieurs incitatifs fiscaux sont supprimées et un calendrier de baisse du taux d’impôt sur les sociétés est annoncé,.
| Date                | Taux d'imposition des sociétés | Taux d'imposition des sociétés | Taux d'imposition des sociétés |
| Date                | Taux de base                   | F&T                            | PME                            |
| ------------------- | ------------------------------ | ------------------------------ | ------------------------------ |
| À la date du budget | 36 %                           | 30 %                           | 15 %                           |
| 1er juillet 1987    | 35 %                           | 28 %                           | 14 %                           |
| 1er juillet 1988    | 34 %                           | 27 %                           | 13 %                           |
| 1er juillet 1989    | 33 %                           | 26 %                           | 13 %                           |

## Dépenses
Le budget annonce que le gouvernement demanderait aux membres de la Chambre des communes et du Sénat d'accepter une réduction de salaire de 1 000 $ en 1986, correspondant à une réduction identique du salaire du Premier ministre et de tous les ministres du Cabinet. Les salaires des sous-ministres et du personnel politique devaient également être gelés en 1986, tandis que les autres fonctionnaires exécutifs devaient recevoir des augmentations de salaire ne dépassant pas 2 %.
Des réductions de 500 millions de dollars dans les dépenses non statutaires pour 1986-1987 ont également été annoncées, les détails devant être publiés après le budget. L'aide à l'étranger (aide publique au développement ou APD) devait être réduite de 83 millions de dollars et de 203 millions de dollars (respectivement en 1986-1987 et 1987-1988), malgré l'engagement du gouvernement de porter le budget de l'APD à 0,6 % du PNB d'ici 1990.

### Privatisation
Le budget annonçait que les efforts de privatisation allaient se poursuivre et que plusieurs sociétés de la Couronne seraient vendues au secteur privé.

## Réactions

### Médias
La plupart des journaux ont concentré leur couverture du budget sur les augmentations d'impôts annoncées dans le budget (notamment l'instauration des surtaxes et l'augmentation des droits d'accise), les journaux du lendemain ayant les titres suivants :
« Income, alcohol, cigaret taxes up in Wilson's deficit-cutting budget »
« Impôts sur le revenu, l'alcool et les cigarette en hausse dans le budget de réduction des déficits de Wilson »
— The Globe and Mail
« OUCH: Wilson puts $1.5-billion bite on taxpayers to cut deficit »
« AÏE: Wilson fait peser 1,5 milliard sur les contribuables pour réduire le déficit »
— The Ottawa Citizen
« Income tax, levies on booze, tobacco rise to fight deficit »
« Impôt sur le revenu, accise sur l'alcool et le tabac en hausse pour lutter contre le déficit »
— The Gazette

L'éditorial du Globe and Mail analyse le budget favorablement, soulignant plusieurs initiatives bienvenues (réforme de l'impôt sur les sociétés et des taxes de vente, resserrement des incitatifs fiscaux) et un engagement général en faveur de la responsabilité fiscale. Frédéric Wagnière dans La Presse s'est montré plus nuancé, soulignant que le mix entre hausses d'impôts et coupes budgétaires semblait davantage privilégier les premières, avec le risque de freiner la reprise économique

## Exécution
| Élément                    | 1985-1986 | 1986-1987 | 1986-1987 |
| Élément                    | Exécuté   | Budget,   | Exécuté   |
| -------------------------- | --------- | --------- | --------- |
| Recettes fiscales          | 71,61     | 87,30     | 79,87     |
| Recettes non fiscales      | 5,22      | 87,30     | 5,91      |
| Dépenses de programme      | (85,79)   | (89,37)   | (89,73)   |
| Charge de la dette         | (25,44)   | (27,38)   | (26,66)   |
| Déficit                    | (34,40)   | (29,50)   | (30,61)   |
| Opérations non budgétaires | 4,13      | 6,90      | 9,04      |
| Besoins financiers         | (30,27)   | (22,6)    | (21,57)   |